# مؤرخو المغرب الإسلامي
قائمة مؤرخين كتبوا في مجال تاريخ المغرب الإسلامي قديما وحديثا
- ابن عبد الحكم
- ابن عذاري المراكشي
- عبد الواحد المراكشي
- أبو الحسن المراكشي
- عبد الرحمن بن خلدون
- محمد عبد الله عنان
- الزركشي
- ابن قنفذ القسنطيني
- الغبريني
- القاضي النعمان
- ابن الأثير الجزري
- الحسن الوزان أو ليون الإفريقي